# Honest Ed's
Чесний Ед  (англ. Honest Ed's) — колишня знакова дисконтна крамниця у Торонто, Онтаріо, Канаді. Він був названий на честь його власника Еда Мірвіша, який відкрив крамницю у 1948 році та керував своїми операціями майже 60 років, аж до його смерті в 2007 році. Крамниця продовжувала діяти до 31 грудня 2016 року.

## Місцезнаходження
Крамниця «Чесний Ед» була розташована на розі вулиць Блур та Батгерст, вздовж кварталу. Зовнішній бік був покрита величезними червоними та жовтими знаками, що рекламували назву крамниці, освітлені як театральний майданчик. Знак крамниці використовував 23 000 електричні лампами. Зовнішній фасад покритий каламбурами та гаслами, такими як "Приходьте і заблукайте!" і "Тільки підлоги криві!"
Крамниця складалася з двох будівель, пов'язаних між собою прохідною дорогою, яка з'єднує західний будинок на вулиці Маркем та будівлю сходу на вулиці Батерст. Інтер'єр був скромним, з простими дисплеями недорогих товарів, починаючи від пилососів і зимових покриттів до посуду, іграшок та продуктів харчування. Велика частина декору крамниці складалася з плакатів та фотографій із старих кінофільмів та постановок від театрів Мірвіша в Торонто та Лондоні, Англії, а також акторів та музикантів, які виступали в них (багато з них написані самому Еду Мірвішу). Кожна частина вивісок крамниці була написана вручну.
 Будівля в даний час залишається на місці. Проте нові власники мають намір знести структуру і переробити 1,8 га земельної ділянки, на якій вона знаходиться, яка також включає Село Мірвіш та розкопку торгових будівель на півдні від будівлі Чесний Ед на вулиці Батерст (Bathurst Street), що йде на вулицю Леннокс (Lennox Street), яка була знята компанією Мірвіш для місцевих підприємств.

## Історія
Ед і Енн Мірвіш відкрили "Спорт-бар", крамницю жіночого одягу біля вулиць Блур та Батхурст в 1943 р., де здавалась нерухомість, шириною п'ять метрів. Крамниця стала популярною. У 1946 році Мірвіш розширився після придбання декількох будинків вздовж Блур, перейменувавши крамницю на "Енн та Едді". Після подальшого розширення, Мірвіш в 1948 році відновив крамницю "Дім чесних торгів Еда", додавши до інвентарю загальні побутові товари. У 1952 році "Мірвіші" придбали своє перше майно на вулиці Маркем, за крамницею, і згодом придбали ще кілька будинків на вулиці з метою будівництва автостоянки. Замість цього це врешті-решт перетворилося в село Mirvish Village в 1960-х роках після того, як місто відмовилося від пропозиції крамниці, зруйнувати будівлі, і Анна Мірвіш переконала свого чоловіка орендувати будинки художникам. У 1958 році "Чесний Ед" розширився на захід, на вулицю Маркем, щоб охопити 6000 квадратних метрів, а в 1984 році будівля прибудови "Чесний Ед" була завершена, розширивши крамницю на схід до вулиці Батерст.
Головна будівля була на вулиці 581 Блур-Стріт-Вест (Bloor Street West), а додаткова біля 760 Блур-Стріт-Вест з двома з'єднаними між собою переходами на трасі Чесний Ед Еллі.
Чесний Ед отримав популярність за своїми маркетинговими трюками, включаючи втрати лідера спеціальних пропозицій. До 1968 року в крамниці було витрачено 14 мільйонів доларів на рік. Подарунки індички Мірвіша перед Різдвом кожного року завжди привертала увагу ЗМІ; ця річна подія тривала навіть після його смерті, аж до різдвяного сезону 2015 року. Мірвіш також влаштовував для себе дні народження з 1988 року до своєї смерті, продовжуючи з тих пір ювілейними вечірками для крамниці. На вуличних вечірках були безкоштовні тістечка, страви, хот-доги, цукерки та подарунки. Натовпи мешканців Торонто з'являлися з дітьми і стояли в довгих чергах, щоб отримати цю безкоштовну їжу. Захід супроводжувався живою музикою та повітряними кулями.

## Продаж майна, закриття та реконструкція
16 липня 2013 року було оголошено про те, що ділянка Чесного Еда був продана за 100 мільйонів доларів, і що крамниця, швидше за все, буде закрита і замінена на роздрібний та житловий будинок.
До 1990 року бізнес в крамниці виріс, але потім почав знижуватися приблизно за чотири роки до того, як Валмарт увійшов до Канади у 1994 році. Хоча крамниця ніколи не зазнавала збитків, а кількість його співробітники скоротились з 400 до 75 за ці роки. 
Ще одним кінцевим фактором для закриття крамниці стало те, що Девід Мірвіш не мав ентузіазму батька, щоб займатися справами крамниці, а віддав перевагу сімейному театральному бізнесу, який він успадкував. Девід Мірвіш сказав: "роздрібна торгівля не була місцем, де було моє серце. Врешті-решт, мені довелося б вирішити, де саме ми повинні поставити наші ресурси і зростати. А у мене були інші можливості у сферах, які я зрозумів ".
Очікується, що перепланування ділянки вплине на низку підприємств, які здають приміщення в будівлі Чесного Еда, а також ряд автономних підприємств на вулиці Батхурст (Bathurst Street), що прилягає до будівлі Чесного Еду, і прямує на південь до Ленноксу від Чесного Еду, та в селі Мірвіш які знаходяться в одній і тій же власності. В жовтні 2013 року було оголошено про продаж нерухомості, розташованій у Ванкувері, Westbank Properties, що займається розкішним розвитком готелів, резиденцій та офісних приміщень, але Девід Мірвіш оголосив, що він орендуватиме майно з Westbank (Західний берег річки Йордан) протягом двох-трьох років, протягом якого Чесний Ед  і підприємство Село Мірвіш (Mirvish Village) буде продовжувати діяти, поки розробник не вирішить, що робити з ділянкою 1,8 га.
13 вересня 2014 року компанія Глобус і пошта (The Globe & Mail) повідомила про створення команди реконструкції для власності, яка включає в себе проектне керівництво Грегорі Енрікеса. Перероблене майно розділяється на зони, де розташовані житлові орендні вежі, торгові вітрини та нові пішохідні смуги. За словами міського Торонто (Urban Toronto), знак "Чесний Ед" не стане частиною реконструкції сайту. Пропонована реконструкція включає в себе 1 000 орендованих квартир, постійний публічний ринок; і торгові площі в основному розділені на невеликі одиниці, що імітують масштаб існуючих вітрин на вулиці Блур (Bloor Street).
Торговельна крамниця "Чесний Ед" закрито 31 грудня 2016 року та інша крамниця в селі Мірвіш (Маркем-стріт) і майно, що раніше належало Мірівішу на вулиці Батерст (Bathurst Street) на південь від "Чесного Еду", закритого до 31 січня 2017 року.
Портретний знак Чесного Еда був демонтований і видалений з будівлі 23 травня, 2017 і має бути відновленим і встановленим на вулиці Вікторії біля входу в Театр Еда Мірвіша.

## Культурний вплив

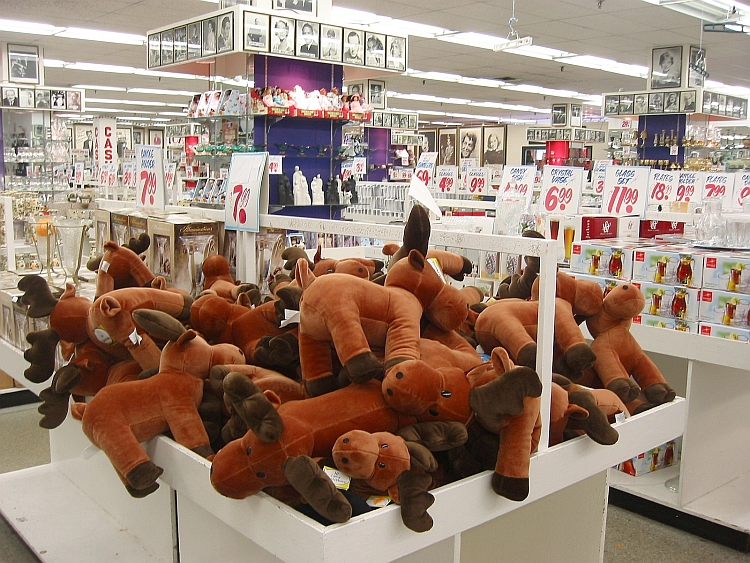
Продаж товарів у Чесному Еді

Крамниця з'являлася у декількох фільмах та телевізійних шоу, вироблених в Торонто. Наприклад, "Чесний Ед" був представлений у фільмі "Довгий поцілунок на ніч", і його можна побачити в декількох фонових сценах у фільмі  Скотт Пілігрим проти світу, коли Скотт та його друзі обідають у "Піца піца", через дорогу від крамниці.
Один із послідовностей бою в третьому томі серії коміксів Скотта Пілігрима Брайана Лі О'Маллі відбувається в "Чесному Еді" а персонажі страждають сенсорним перевантаженням завдяки неймовірним обсягам товару. Крамниця вибухає після того, суперник Скотта - Тодд розриває згоду не використовувати його психічні сили.
Чесний Ед був згаданий персонажем Зазу в постановці Торонто " Король Лев", де яскраво-кольорова завіса з малюнком  характеризується персонажем як "завіса для душу від Чесного Еда".